# Séverine Desbouys
Séverine Desbouys   (Vichèi, 17 d'agost de 1974) és una ciclista francesa que va competir entre 1990 i 2004.
Posteriorment ha dedicat la seva vida professional en càrrecs relacionts amb l'esport i la dona.

## Palmarès
- 1999
  - 1a a l'Étape du Tour
  - Vencedora d'una etapa al Tour de l'Alta Viena
- 2000
  - 1a al Trofeu Internacional
  - Vencedora de 2 etapes al Gran Bucle
  - 1a a l'Étape du Tour